# Helianthus paradoxus
Helianthus paradoxus — вид квіткових рослин з родини айстрових (Asteraceae).

## Біоморфологічна характеристика
Однорічник 130–200 см заввишки. Стебла прямовисні, голі чи щетинисті. Листки переважно стеблові; протилежні (проксимальні) чи переважно чергуються; листкові ніжки 1.5–6 см; листкові пластинки від ланцетних до ланцетно-яйцюватих, 7–17.5 × 1.7–8.5 см, краї цілісні чи (більші листки) зубчасті, абаксіальні грані (низ) ± шорсткі. Квіткових голів 1–5. Променеві квітки 12–20; пластинки 20–30 мм. Дискові квітки 50+; віночки 5–5.5 мм, частки червонуваті; пильовики темні. Ципсели 3–4 мм, голі. 2n = 34. Цвітіння: пізнє літо — осінь

## Умови зростання
США (Техас, Нью-Мексико). Населяє насичені засолені ґрунти, заболочені території пустель; 1000–1200 метрів.

## Значущість
Цей вид належить до другого генофонду культивованого соняшнику Helianthus annuus і четвертої групи таксонів топінамбура H. tuberosus, тому цей вид має потенціал для використання як донор генів для покращення врожаю, зокрема як джерело стійкості до солі для соняшник. Крім того, рід Helianthus приваблює велику кількість місцевих бджіл.